# Оофагия
Оофагия (на старогръцки: ᾠόν-φᾱγεῖν (оон-фагеин) буквално „яйцехранене“), е практика при ембриони да се хранят с яйцата, произведени от яйчника, докато са все още вътре в матката на майката.
Смята се, че се проявява при всички акули от разред Lamniformes и е установена при Alopias superciliosus, Alopias pelagicus, акула мако (Isurus oxyrinchus) и при селдовата акула (Lamna nasus) . Среща се и при светлокафявата акула дойка (Nebrius ferrugineus) от семейство Pseudotriakidae, разред Carcharhiniformes.
Биологичният смисъл на тази форма е създаването на по-големи и по-подготвени за външната среда ембриони, готови за хищнически начин на живот .
Има различия в степента на оофагия между различните видове акули. При пясъчната тигрова акула (Carcharias taurus) се среща вътрематочен канибализъм, при който първият ембрион изяжда неизлюпените яйца и другите развиващи се ембриони. Акулата от вида Gollum attenuatus образува капсули от яйцата. Капсулите съдържат 30-80 яйцеклетки, от които само една яйцеклетка се развива, докато всички други се опаковат към външна жълтъчната торбичка. Ембрионът след това се развива нормално, без да поглъща допълнителни яйца .
Терминът се използва също да обозначи в по-общ смисъл хищническо поведение на ядене на яйце, като, например, при някои видове змии или при осите от вида Polistes biglumis.